# Сандерсон, Джейн
Джейн Са́ндерсон (англ. Jane Sanderson; род. 17 августа 1962) — шотландская кёрлингистка и тренер по кёрлингу.
В составе женской сборной Шотландии бронзовый призёр чемпионата мира 1980 и чемпионата Европы 1980. Чемпионка Шотландии среди женщин (1980) и среди смешанных команд (1978).
Играла на позиции третьего.
Как тренер женской сборной Великобритании участвовала в зимних Олимпийских играх 1998.

## Достижения
- Чемпионат мира по кёрлингу среди женщин: бронза (1980).
- Чемпионат Европы по кёрлингу: бронза (1980).
- Чемпионат Шотландии по кёрлингу среди женщин: золото (1980).
- Чемпионат Шотландии по кёрлингу среди смешанных команд: золото (1978).

- Приз лучшему тренеру года Шотландской ассоциации спорта людей с ограниченными возможностями (англ. Scottish Disability Sports Awards - Fife Trophy - Coach of the Year Award): 2004.[2]

## Команды
| Сезон                                          | Четвёртый        | Третий          | Второй          | Первый         | Турниры            |
| ---------------------------------------------- | ---------------- | --------------- | --------------- | -------------- | ------------------ |
| 1979—80                                        | Бетти Лоу        | Би Синклер      | Джейн Сандерсон | Кэрол Хэмилтон | ЧШЖ 1980 · ЧМ 1980 |
| 1980—81                                        | Бетти Лоу        | Би Синклер      | Джейн Сандерсон | Кэрол Хэмилтон | ЧЕ 1980            |
| Кёрлинг среди смешанных команд (mixed curling) |                  |                 |                 |                |                    |
| 1977—78                                        | Джимми Сандерсон | Джейн Сандерсон | Иэн Бакстер     | Helen Baxter   | ЧШСК 1978          |

(скипы выделены полужирным шрифтом)

## Результаты как тренера национальных сборных
| Год  | Турнир                                      | Сборная                  | Место |
| ---- | ------------------------------------------- | ------------------------ | ----- |
| 1997 | Чемпионат Европы по кёрлингу 1997           | Шотландия (женщины)      | 6     |
| 1998 | Зимние Олимпийские игры 1998                | Великобритания (женщины) | 4     |
| 2002 | Чемпионат мира по кёрлингу на колясках 2002 | Шотландия (на колясках)  | 3     |
| 2004 | Чемпионат мира по кёрлингу на колясках 2004 | Шотландия (на колясках)  | 1     |
| 2005 | Чемпионат мира по кёрлингу на колясках 2005 | Шотландия (на колясках)  | 1     |